# Carol Heiss
Carol Heiss, també coneguda amb el nom de Carol Heiss-Jenkins, (Nova York, 20 de gener de 1940) és una patinadora artística sobre gel estatunidenca que destacà a la dècada del 1950.

## Biografia
Va néixer el 20 de gener de 1940 a la ciutat de Nova York, on es va iniciar al patinatge amb 6 anys. Va estudiar a la Universitat de Nova York, on es va graduar després dels Jocs Olímpics d'Hivern de 1960. El 1961 es va casar amb el patinador Hayes Alan Jenkins, del qual va prendre el cognom.

## Carrera esportiva
Entrenada per Pierre Brunet, el 1953 debutà en el Campionat del Món de patinatge artístic amb 13 anys, on finalitzà en quarta posició. En els Jocs Olímpics d'Hivern de 1956 disputats a Cortina d'Ampezzo (Itàlia) aconseguí la medalla de plata en la seva categoria, imposant-se posteriorment en el Campionat del Món, esdevenint aquest el primer dels seus cinc títols mundials. L'any 1960 fou l'encarregada de realitzar el jurament olímpic per part dels atletes en els Jocs Olímpics d'hivern d'aquell any realitzats a Squaw Valley (Estats Units). En aquests Jocs aconseguí la medalla d'or en la seva categoria, que unides a les seves victòries en el Campionat del Món i del seu país la convertí en una de les millors patinadores del moment.
Al capdamunt de la seva carrera es retirà del patinatge amateur per casar-se i participà en espectacles de patinatge. El 1961 interpretà la protagonista femenina a la pel·lícula Snow White and the Three Stooges. El 1962 es retirà completament i retornà a finals de la dècada del 1970 com a entrenadora.